# منتخب لا ريونيون لكرة القدم للسيدات
منتخب لا ريونيون لكرة القدم للسيدات هو ممثل لا ريونيون الرسمي في المنافسات الدولية في كرة القدم للسيدات
.